# Johann Schobert
Johann Schobert (c. 1720, 1735 ou 1740 - 28 de agosto de 1767) foi um compositor e cravista. Sua data e local de nascimento são contestadas. Algumas fontes dizem que ele nasceu em Schlesien, Silésia, ou Nuremberg. A data de nascimento Schobert é dada várias vezes como cerca de 1720, 1735, ou 1740.
Em 1760, Schobert se mudou para Paris, onde serviu na casa de Louis François I de Bourbon, príncipe de Conti. Ele compôs muitos livros de sonatas para seu instrumento, a maioria deles com uma parte de acompanhamento de um ou mais instrumentos. Schobert também escreveu concertos para cravo, sinfonias e a ópera cômica Le Garde-Chasse et le Braconnier. Em Paris Schobert entrou em contato com Wolfgang Amadeus Mozart.

## Carreira
Em 1760 ou 1761, Schobert mudou-se para Paris, onde serviu na casa de Louis François I de Bourbon, príncipe de Conti. Ele compôs muitos livros de sonatas para o seu instrumento, a maioria deles com uma parte de acompanhamento para um ou mais outros instrumentos. Schobert também escreveu cravo concertos, sinfonias e a ópera comique  Le Garde-Chasse et le Braconnier .
Em Paris, Schobert entrou em contato com Leopold Mozart durante o  grand tour da família. Alegadamente, Schobert ficou ofendido com os comentários de Mozart de que seus filhos interpretaram os trabalhos de Schobert com facilidade. No entanto, Schobert foi uma influência significativa sobre o jovem Wolfgang Amadeus Mozart, que organizou uma série de movimentos de sonatas de Schobert para uso em seus próprios concertos para piano.